# Get Ugly
Get Ugly è un singolo del cantante statunitense Jason Derulo, il quarto estratto dal quarto album in studio Everything Is 4.

## Il brano
Get Ugly è stata scritta dallo stesso Derulo, in collaborazione con Jason Evigan, Sean Douglas e Eric Frederic, e prodotto interamente da Ricky Reed.

### Stile musicale
Il brano presenta un genere urban e pop-rap con sfumature di musica trap soprattutto nel ritornello, con uno stile paragonato ai precedenti singoli di Derulo, Talk Dirty e Wiggle.

## Video musicale
Il video musicale di Get Ugly è stato pubblicato il 14 dicembre del 2015 si basa su una clip divertente e molto d'impatto che si basa su un connubio tra un'ottima coreografia hip hop e l'utilizzo di simbologia da fumetti. In diversi hanno notato una somiglianza nel video con quello di Uptown Funk nello stile delle coreografie e nei luoghi del video.

## Classifiche
| Classifica (2015-16) | Posizione massima |
| -------------------- | ----------------- |
| Australia            | 85                |
| Belgio (Fiandre)     | 10                |
| Francia              | 167               |
| Regno Unito          | 12                |
| Stati Uniti          | 52                |